# Rutanya Alda
Rutanya Alda (Riga (Letland), 13 oktober 1942), geboren als Rutanya Skrastina, is een Letse/Amerikaans actrice. 

## Biografie
Alda werd geboren in Letland maar net na het einde van de Tweede Wereldoorlog emigreerde haar familie naar Amerika.
Alda begon in 1968 met acteren in de film Greetings. Hierna heeft zij nog meer dan 100 rollen gespeeld in films en televisieseries zoals Hi, Mom! (1970), The Long Goodbye (1973), The Deer Hunter (1978), Rocky II (1979), Mommie Dearest (1981), The Ref (1994), Steel (1997) en Law & Order (1992 en 2008). Alda werd twee keer genomineerd voor een Razzie, in 1983 voor haar rol in de film Amityville II: The Possession en in 1982 voor haar rol in de film Mommie Dearest. Naast het acteren op televisie is zij ook actief als actrice in het theater en voor tv-commercials.
Alda is in 1977 getrouwd met Richard Bright en zij hebben samen een zoon (1988). Op 18 februari 2006 werd haar zoon aangereden door een bus en overleed aan zijn verwondingen.

## Filmografie

### Films
Selectie:
- 2016 Split - als Melissa
- 2010 You Don't Know Jack – als verkoopster
- 2009 Stolen Lives – als oudere Sally Ann
- 1997 Steel – als mrs. Hunt
- 1994 The Ref – als Linda
- 1993 The Dark Half – als Miriam Cowley
- 1987 Black Widow – als Irene
- 1984 Racing with the Moon – als mrs. Nash
- 1982 Amityville II: The Possession – als Dolores Montelli
- 1981 Mommie Dearest – als Carol Ann
- 1979 When a Stranger Calls – als mrs. Mandrakis
- 1979 Rocky II – als dr. Cooper
- 1978 The Deer Hunter – als Angela
- 1978 The Fury – als Kristen
- 1976 Next Stop, Greenwich Village – als gaste op feest
- 1973 Executive Action – als sluipmoordenaresse
- 1973 Scarecrow – als vrouw in camper
- 1973 The Long Goodbye – als Rutanya Sweet
- 1971 The Panic in Needle Park – als verpleegster
- 1970 Hi, Mom! – als deelneemster auditie
- 1968 Greetings – als Linda

### Televisieseries
Uitgezonderd eenmalige gastrollen.
- 2014 - 2016 Old Dogs & New Tricks - als Barbara Fierce - 5 afl.
- 2015 High Falls - als Sharon - 3 afl.
- 1992 – 2008 Law & Order – als Ruth Devon / Sara Cheney – 2 afl.
- 1988 Beauty and the Beast – als Mary / Sarah – 2 afl.

- Bibliothèque nationale de France: cb14148835h (data)
- International Standard Name Identifier: 0000 0000 4271 6753
- Library of Congress Control Number: no2003063571
- Virtual International Authority File: 11997130
- WorldCat: E39PBJj8VfGBVGKqXDCBPPJqwC

1. ↑  (en) Bron nominatie Razzie